# Deportivo Iztapa
Club Deportivo Iztapa – gwatemalski klub piłkarski z siedzibą w mieście Iztapa, w departamencie Escuintla. Występuje w rozgrywkach Primera División. Domowe mecze rozgrywa na obiekcie Estadio Municipal El Morón.

## Historia
Klub powstał w 1999 roku. W pierwszej dekadzie XXI wieku występował w czwartej lidze gwatemalskiej (m.in. w latach 2004–2007 pod nazwą Puerto de Iztapa), a następnie w drugiej lidze (w latach 2009–2013). W 2013 roku po raz pierwszy w swojej historii awansował do gwatemalskiej Liga Nacional po pokonaniu w meczu barażowym Nueva Concepción (1:0). Spędził w niej jednak tylko rok (2013–2014), rozgrywając domowe mecze na Estadio Armando Barillas w Escuintli (Estadio Municipal El Morón w Iztapie nie spełniał jeszcze wówczas ligowych wymogów). Następnie spadł z powrotem do drugiej ligi, w której grał w latach 2014–2018.
W 2018 roku klub po raz drugi wywalczył awans do Liga Nacional, tym razem po barażowej wygranej z Rosario (0:1, 3:0). Występował w niej w latach 2018–2023, a potem zanotował kolejny spadek do drugiej ligi gwatemalskiej.

## Aktualny skład
Stan na 1 sierpnia 2020.
| Nr | Poz. | Piłkarz          |
| -- | ---- | ---------------- |
| 2  | OB   | Roberto Cóbar    |
| 5  | PO   | Yensi Silva      |
| 6  | OB   | Emerson Cabrera  |
| 7  | PO   | Jonathan López   |
| 8  | PO   | Grimaldo Berrios |
| 9  | NA   | Waldemar Acosta  |
| 10 | PO   | Andrés Quiñonez  |
| 11 | PO   | Néstor Grajeda   |
| 12 | OB   | Eliseo Díaz      |
| 13 | PO   | Alex Palencia    |
| 16 | PO   | Christian Guerra |
| 17 | PO   | Pedro Samayoa    |
| 20 | OB   | Antony Torres    |
| 21 | PO   | Julián Priego    |

| Nr | Poz. | Piłkarz              |
| -- | ---- | -------------------- |
| 22 | BR   | Liborio Sánchez      |
| 23 | NA   | Carlos Kamiani Félix |
| 24 | PO   | Elder Gómez          |
| 26 | PO   | Lynner García        |
| 27 | BR   | Elder Hernández      |
| 28 | PO   | Nelson Ávila         |
| 30 | PO   | Elvis Zamora         |
| 55 | PO   | Josué Flores         |
| 59 | OB   | Jordan Smith         |
| 67 | OB   | Germán Niz           |
| 70 | OB   | Sergio Azurdia       |
| 77 | PO   | Nelson García        |
| 97 | PO   | Julio Fajardo        |

## Trenerzy
- Gustavo Reinoso (2010–2012)[6]
- César Morales (2012)[7]
- Marcelo Mijangos (2012)[8]
- Gustavo Reinoso (2013–2014)[6]
- José Luis Torres (2014)[9]
- Gustavo Reinoso (2015–2016)[6]
- Francisco Melgar (2016–2019)[10]
- Alberto Salguero (2019)[11]
- Ramiro Cepeda (2019–2022)[12]
- Richard Parra (2022)
- Milton García (2022–2023)
- Pablo Garabello (od 2023)